# Биатлон на зимних Азиатских играх 2011
Биатлон на зимних Азиатских играх 2011 — соревнования по биатлону, которые пройдут в рамках зимних Азиатских игр 2011 года.
Соревноваться будут спортсмены из стран членов Олимпийского совета Азии.
Все соревнования прошли в Солдатском ущелье в Алматинской области на лыжно-биатлонном стадионе с 31 января по 6 февраля 2011 года.
Было разыграно 7 комплектов медалей, по 3 у мужчин и женщин в спринте,
индивидуальной гонке и эстафете и 1 в гонке преследования у мужчин.

## Расписание соревнований
| Дата      | Время       | Дисциплина                            |
| --------- | ----------- | ------------------------------------- |
| 31 января | 14:35 UTC+6 | Спринт, 7,5 км, женщины               |
| 1 февраля | 14:30 UTC+6 | Спринт, 10 км, мужчины                |
| 2 февраля | 11:00 UTC+6 | Гонка преследования, 12,5 км, мужчины |
| 3 февраля | 14:00 UTC+6 | Индивидуальная гонка, 15 км, женщины  |
| 4 февраля | 13:00 UTC+6 | Индивидуальная гонка, 20 км, мужчины  |
| 5 февраля | 11:00 UTC+6 | Эстафета, 4×6 км, женщины             |
| 6 февраля | 11:00 UTC+6 | Эстафета, 4×7,5 км, мужчины           |

## Результаты соревнований
| Гонка                                                                                  | Женщины | Мужчины |
| -------------------------------------------------------------------------------------- | --- | --- |
| Спринт 1. 31 января 2011 Женщины: 7.5 км 2. 1 февраля 2011 Мужчины: 10 км              | Ван Чуньли 23:12.1 (0) Елена Хрусталёва +9.5 (0) Марина Лебедева +54.8 (1) 4. Фуюко Судзуки 5. Мун Чихи 6. Ицука Овада 7. Тан Цзялинь 8. Чху Кёнми Финишный протокол                                                   | Александр Червяков 29:01.6 (2) Жэнь Лун +6.3 (0) Дзюндзи Нагаи +33.5 (1) 4. Чжан Чэнъе 5. Кадзуя Иномата 6. Диас Кенешев 7. Ли Инбок 8. Ли Суён Финишный протокол                                           |
| Гонка преследования 1. 2 февраля 2011 Мужчины: 12.5 км                                 | | Александр Червяков 35:42.8 (5) Дзюндзи Нагаи +34.4 (4) Жэнь Лун +58.7 (4) 4. Кадзуя Иномата 5. Чжан Чэнъе 6. Диас Кенешев 7. Ли Суён Финишный протокол                                                      |
| Индивидуальная гонка 1. 3 февраля 2011 Женщины: 15 км 2. 4 февраля 2011 Мужчины: 20 км | Елена Хрусталёва 53:16.8 (2) Фуюко Судзуки +1:14.9 (3) Марина Лебедева +1:19.5 (3) 4. Мун Чихи 5. Ван Чуньли 6. Лю Яньянь 7. Чху Кёнми 8. Нацуко Абэ Финишный протокол                                                 | Дзюндзи Нагаи 1:00:41.2 (2) Жэнь Лун +1:12.8 (1) Ли Чжунхай +2:13.1 (3) 4. Чон Чеук 5. Ли Инбок 6. Николай Брайченко 7. Александр Червяков 8. Хидэнори Иса Финишный протокол                                |
| Эстафета 1. 5 февраля 2011 Женщины: 4х6км 2. 6 февраля 2011 Мужчины: 4х7.5 км          | Казахстан 1:25:17.0 (1+8) (Лебедева, Полторанина, Можевитина, Хрусталёва) Китай +3:54.2 (6+12) (Ван Чуньли, Тан Цзялинь, Сюй Инхуэй, Лю Юаньюань) Япония +4:20.7 (2+13) (Судзуки, Овада, Мукаи, Абэ) Финишный протокол | Казахстан 1:21:03.5 (0+7) (Червяков, Брайченко, Савицкий, Кенешев) Япония +2:18.5 (1+10) (Нагай, Иса, Иномата, Абе) Китай +5:08.6 (1+13) (Жэнь Лун, Чжан Чэнъе, Хайбинь Чэнь, Ли Чжунхай) Финишный протокол |

## Медальный зачёт в биатлоне
| Место | Страна    |   |   |   | Всего |
| ----- | --------- | - | - | - | ----- |
| 1     | Казахстан | 5 | 1 | 2 | 8     |
| 2     | Китай     | 1 | 3 | 3 | 7     |
| 3     | Япония    | 1 | 3 | 2 | 6     |